# Les històries d'Afanti
Les històries d'Afanti (xinès simplificat: 阿凡提的故事, pinyin: Āfántí de Gùshi) és una sèrie d'animació en volum feta a la Xina pels estudis d'animació de Shanghai. A voltes al personatge principal se'l translitera com Effendi, Afandi i d'altres. La sèrie consta de més de tretze capítols, realitzats per a cinema i televisió, i fon dirigida per Jin Xi primer, i posteriorment per Qu Jianfang.
La sèrie, realitzada entre els anys 1979 i 1988, explica les aventures d'Afanti, un personatge de la província musulmana del Xinjiang, que es passeja sempre sobre el seu burro i que és molt espavilat, jugant hàbilment amb les argumentacions per aconseguir els seus objectius. Està inspirat en el famós personatge humorístic del Mestre Nasreddín, molt conegut dins del món musulmà.

## Títols dels episodis
- 1. 卖树荫 (vendre l'ombra d'un arbre)
- 2. 比智慧 (comparar la saviesa)
- 3. 种金子 (una plantació d'or)
- 4. 神医 (el metge)
- 5. 兔送信 (el conill que porta cartes)
- 6. 寻开心 (riure's d'algú)
- 7. 巧断案 (el procés intel·ligent)
- 8. 驴说话 (l'ase que parla)
- 9. 偷东西的驴 (l'ase lladre)
- 10.吝啬鬼 (el miserable)
- 11.狩猎记 (records d'una cacera)
- 12.宝驴 (l'ase presumit)
- 13.奇婚记 (record d'un casament inadequat)
- 14.真假阿凡提 (veritable/fals Afanti)